# جاك هالي جونيور
جون جوزيف هالي الثالث (25 أكتوبر 1933-21 أبريل 2001) كان مخرجًا ومنتجًا وكاتبًا سينمائيًا أمريكيًا، وحصل مرتين على جائزة إيمي. اشتهر بأنه الزوج الثاني لليزا مينيلي، ابنة جودي جارلاند، التي لعبت دور البطولة مع والده في فيلم ساحر أوز (فيلم 1939).

## حياته المبكره
ولد هالي في لوس أنجلوس، وهو ابن الممثل الكوميدي جاك هالي وزوجته فلورنس.

## حياته المهنية
بصفته منتج، كان هالي مسؤولاً عن المؤلفات والأفلام الوثائقية حول تاريخ الأفلام، بما في ذلك هوليوود والنجوم (1963-1964) ، هذا هو الترفيه! (1974) ، هذا رقص! (1985). عمل هالي أيضاً كمنتج ومنتج تنفيذي لعروض تقديم جوائز الأوسكار. أخرج فيلم نوروود عام 1970 وفيلم آلة الحب عام 1971.

## وفاته
أصيب هالي بفشل تنفسي وتوفي في 21 أبريل 2001 في سانتا مونيكا، كاليفورنيا. ودفن في مقبرة الصليب المقدس في مدينة كولفر.